# Great Kei
Great Kei est une municipalité locale située dans le district d'Amathole, dans la province du Cap oriental, en Afrique du Sud. En 2011, sa population est de 38 991 habitants.

## Source
- (en) Cet article est partiellement ou en totalité issu de l’article de Wikipédia en anglais intitulé « Great Kei Local Municipality » (voir la liste des auteurs).